# John Richardson (naturalista)
Sir John Richardson (Dumfries, 5 de novembro de 1787 — Grasmere, Westmorland, 5 de junho de 1865) foi um cirurgião naval escocês, naturalista e explorador do Ártico.

## Vida
Richardson nasceu em Nith Place em Dumfries, filho de Gabriel Richardson, Reitor de Dumfries, e sua esposa, Anne Mundell. Ele foi educado na Dumfries Grammar School. Ele foi então aprendiz de seu tio materno, Dr. James Mundell, um cirurgião em Dumfries.
Ele estudou medicina na Universidade de Edimburgo e se tornou um cirurgião da marinha em 1807. Ele viajou com John Franklin em busca da Passagem do Noroeste na Expedição Coppermine de 1819-1822. Richardson escreveu as seções sobre geologia, botânica e ictiologia para o relato oficial da expedição.
Franklin e Richardson retornaram ao Canadá em 1825 e foram por terra por rotas de comércio de peles até a foz do rio Mackenzie. Franklin deveria ir o mais longe possível para o oeste e Richardson deveria ir para o leste, até a foz do rio Coppermine. Esses eram os únicos pontos conhecidos na costa central e foram alcançados em 1793 e 1771, respectivamente. Ele tinha com ele dois barcos especialmente construídos que eram mais dignos do oceano do que as canoas voyageur usadas por Franklin em sua expedição anterior. Eles deram seus nomes ao Estreito Dolphin e Union perto do final de sua rota.
Sua jornada foi bem-sucedida e ele alcançou seu extremo leste no mesmo dia em que Franklin alcançou seu extremo oeste (16 de agosto de 1826). Ele abandonou seus barcos em Bloody Falls e caminhou por terra até Fort Franklin, onde chegou três semanas antes de Franklin. Juntos, eles haviam pesquisado 1 878 milhas de costa anteriormente não mapeada. As descobertas de história natural desta expedição foram tão grandes que tiveram que ser registradas em duas obras separadas, a Flora Boreali-Americana (1833-40), escrita por William Jackson Hooker, e a Fauna Boreali-Americana (1829-1837), escrito por Richardson, William John Swainson, John Edward Gray e William Kirby.
Na reunião da Associação Britânica para o Avanço da Ciência em 1842, Richardson descreveu o aparelho de mergulho e o tratamento do mergulhador Roderick Cameron após um ferimento ocorrido em 14 de outubro de 1841 durante as operações de resgate no HMS Royal George.
Richardson foi nomeado cavaleiro pela Rainha Vitória em 1846. Ele viajou com John Rae em uma busca malsucedida por Franklin em 1848-49, descrevendo-o em An Arctic Searching Expedition (1851).
Ele se aposentou no Lake District em 1855.
Ele morreu em sua casa Lancrigg House, ao norte de Grasmere, em 5 de junho de 1865, e está enterrado na Igreja de St Oswald, Grasmere.